# 블랭키
블랭키(BLANK2Y)는 대한민국의 보이 그룹이다. 이 그룹은 현재 5명의 멤버로 구성된다: 디케이, 루이, 유, 성준, 소담. 이 그룹은 2022년 5월 24일 첫 EP K2Y I : Confidence [Thumbs Up]로 공식 데뷔했다.

## 이전 구성원
| 이름   | 소개 |
| ------ | --- |
| DK     | - 본명 : 김도균 - 생년월일 : 1998년 2월 16일(27세) - 출생지 : 대한민국 - 활동기간 : 2022년 5월 24일 ~ 2023년 10월 24일      |
| 루이   | - 본명 : 김태우 - 생년월일 : 1999년 4월 23일(26세) - 출생지 : 대한민국 - 활동기간 : 2022년 5월 24일 ~ 2023년 10월 24일      |
| U      | - 본명 : 쑨헝위 - 생년월일 : 2001년 6월 22일(23세) - 출생지 : 중국 - 활동기간 : 2022년 5월 24일 ~ 2023년 10월 24일          |
| 성준   | - 본명 : 이성준 - 생년월일 : 2002년 6월 15일(22세) - 출생지 : 대한민국 - 활동기간 : 2022년 5월 24일 ~ 2023년 10월 24일      |
| 소담   | - 본명 : 박소담 - 생년월일 : 2004년 11월 26일(20세) - 출생지 : 대한민국 - 활동기간 : 2022년 5월 24일 ~ 2023년 10월 24일     |
| 영빈   | - 본명 : 이영빈 - 생년월일 : 2001년 11월 23일(23세) - 출생지 : 대한민국 - 활동기간 : 2022년 5월 24일 ~ 2023년 2월 25일      |
| 동혁   | - 본명 : 박동혁 - 생년월일 : 1999년 12월 18일(25세) - 출생지 : 대한민국 - 활동기간 : 2022년 5월 24일 ~ 2023년 6월 28일      |
| 시우   | - 본명 : 박시우 - 생년월일 : 2001년 2월 5일(24세) - 출생지 : 대한민국 - 활동기간 : 2022년 5월 24일 ~ 2023년 6월 28일        |
| 마이키 | - 본명 : 모리사키 다이스케 - 생년월일 : 2001년 5월 5일(24세) - 출생지 : 일본 - 활동기간 : 2022년 5월 24일 ~ 2023년 6월 28일 |

## 디스코그래피

### EP
- K2Y I : Confidence [Thumbs Up] - 2022년 5월 24일 발매

### 싱글
- "Thumbs Up" - 2022년

## 수상
- 2023년 《한터뮤직 어워즈》 블루밍 스타상